# Красная книга России
Красная книга Российской Федерации (ККРФ) — основной государственный документ, учреждённый в целях выявления и регистрации редких и находящихся под угрозой исчезновения диких животных, дикорастущих растений и грибов, а также некоторых подвидов и локальных популяций. Правовую основу формирования и ведения ККРФ и Красных книг субъектов Российской Федерации составляют Закон Российской Федерации «Об охране окружающей природной среды» от 19 декабря 1991 года и Федеральный закон «О животном мире» от 5 мая 1995 года. Ведение и издание Красной книги Российской Федерации выполняет обязательства России по принятой в 1992 году в Рио-де-Жанейро Конвенции о биологическом разнообразии.
В отличие от большинства красных книг как мирового, так и национального уровней, занесение вида в Красную книгу России автоматически влечёт за собой возникновение законодательной защиты, своего рода «презумпцию запрета добычи», независимо от категории статуса вида. Органом, отвечающим за ведение и издание Красной книги России является Госкомэкология РФ, научное обеспечение возложено на Всероссийский научно-исследовательский институт охраны природы.

## Красная книга Российской Федерации

### История
Впервые Красная книга СССР вышла в свет в августе 1978 года, а её выпуск был приурочен к открытию XIV Генеральной ассамблеи Международного союза охраны природы, проходившей в СССР, в Ашхабаде. Красная книга СССР была разделена на две части. Первый том был посвящен животным, второй — растениям.
Второе издание Красной книги СССР было осуществлено в 1984 году. Оно было гораздо более объемным, в первый том вошли новые крупные группы живых организмов: из позвоночных добавился класс рыб, впервые были включены беспозвоночные животные. Красная книга растений составила второй том.
Решение о создании Красной книги РСФСР было принято в 1982 году, а опубликована она была в 1983 году. В неё было занесено 65 видов млекопитающих, 107 видов птиц, 11 видов рептилий, 4 вида амфибий, 9 видов рыб, 15 видов моллюсков и 34 вида насекомых.

### Подготовка издания
После распада Советского Союза и реформы всей системы государственного управления в области охраны окружающей среды встал вопрос о подготовке издания Красной книги Российской Федерации на новой политической и административной основе. За научную основу Красной книги России была взята Красная книга РСФСР, хотя речь шла о принципиально новом издании. Работа по созданию Красной книги России была возложена на вновь созданное Министерство природных ресурсов и экологии РФ. В 1992 году при министерстве была создана Комиссия по редким и исчезающим видам животных и растений, к работе которой привлекли ведущих специалистов в области охраны редких видов из различных учреждений Москвы и других городов.
Несмотря на то, что в 1992—1995 годах название, структура и кадровый состав министерства многократно менялись, Комиссия по редким видам провела значительную работу. Были разработаны стандартные правила составления очерков (листов) по видам (подвидам, популяциям), регламентированы иллюстративные материалы, а также пересмотрены и дополнены списки видов, рекомендуемых для занесения в Красную книгу России. Всего по первому варианту было рекомендовано 407 видов (подвидов, популяций) животных, из них — 155 видов беспозвоночных (включая насекомых), 43 вида круглоротых и рыб, 8 видов амфибий, 20 видов рептилий, 118 видов птиц и 63 вида млекопитающих. 9 таксонов были отнесены к категории исчезнувших и 42 таксона предложены для исключения по сравнению со списком Красной книги РСФСР. Кроме того, был создан перечень таксонов, нуждающихся в особом контроле в природе. Собраны и отредактированы очерки (листы) по отдельным таксонам. В целом подготовка рукописи уже к 1995 году была практически завершена.
22 марта 1995 года Государственная Дума Федерального Собрания Российской Федерации приняла Федеральный закон «О животном мире», где снова регламентировалась важность создания Красной книги России. Как реализация этого положения последовало постановление Правительства РФ от 19 февраля 1996 г. № 158. В этом документе, в частности, декларируется, что Красная книга Российской Федерации является официальным документом, содержащим свод сведений о редких и исчезающих видах животных и растений, а также необходимых мерах по их охране и восстановлению. Иными словами, он представляет собой государственный кадастр таких видов и научную базу для создания стратегий их сохранения и восстановления на территории Российской Федерации.

### Перечень
В 1997 году Госкомэкология РФ утвердила новый Перечень объектов животного мира, занесенных в Красную книгу России. В него вошли новые типы и классы животных: кольчатые черви (13 видов), Мшанки (1 вид), Плеченогие (1 вид), Круглоротые (4 вида). Число видов редких млекопитающих увеличилось на 7, птиц — на 14, рептилий — на 10, земноводных — на 4, список редких рыб и рыбообразных стал больше в 4 раза, а беспозвоночных животных — в 3 раза.
В результате тщательной проработки новейших данных из Перечня 1983 года были исключены 38 таксонов. В том числе:
1. по причинам отсутствия угрозы исчезновения, пересмотра природоохранного статуса или роли территории России в сохранении генофонда — 31 вид;
2. как восстановившиеся — 3 вида (европейский сурок-байбак, белощекая казарка, белый гусь);
3. как вымерший в пределах территорий, контролируемых страной — 1 вид (тюлень-монах);
4. в связи с совершенствованием таксономии — 3 вида.

В Перечень было внесено 212 новых видов. Из них:
1. по причинам методологического характера — все 109 видов беспозвоночных и 47 видов позвоночных животных;
2. в связи с получением новых данных об ухудшении состояния природных популяций — 30 видов позвоночных животных;
3. в связи с уточнением природоохранного статуса — 23 вида;
4. в связи с уточнением таксономии — 4 вида.

Красная книга Российской Федерации вышла в свет в 2001 году. Она представляет собой 860 страниц текста, иллюстрирована цветными изображениями всех занесенных в неё животных и картами их ареалов. Всего в Красную книгу Российской Федерации занесено 8 таксонов земноводных, 21 таксон пресмыкающихся, 128 таксонов птиц и 74 таксона млекопитающих, всего вместе с беспозвоночными животными — 434 таксона.

### Переиздание 2017 года. Том Животные
В 2017 году должна была завершиться работа над новым изданием Красной книги России по животному миру. В феврале комиссия при Минприроды по редким видам животных, растений и грибов составила окончательный список для нового издания. Однако 31 августа 2017 года Министерство природы выпустило приказ, которым существенно изменило структуру комиссии. Процедура согласования книги поменялась, из процесса фактически были исключены учёные-зоологи, которые могли отстоять свою позицию по редким животным. В результате из списка редких животных исчезли многие виды редких млекопитающих и рыб — 19 видов. Также новая комиссия решила не включать 23 вида животных, которые были включены решением, принятым в феврале, среди них — серый гусь, три подвида гуменника, сибирский горный козел, благородный олень, дикий северный олень. Кроме того, она поставила под сомнение необходимость включить в Красную книгу гималайского медведя, сайгака и якутского снежного барана. Ученые и экологические активисты уверены, что это было сделано под давлением «охотничьего лобби».
27 декабря 2017 года Министерство природы РФ сообщило, что утверждена новая редакция Красной книги России. В неё были внесены русская выхухоль, кавказский камышовый кот, красный волк, амурский тигр, снежный барс, дальневосточный и переднеазиатский леопард, лошадь Пржевальского, балтийская популяция серого тюленя, дзерен, алтае-саянская популяция северного оленя, сахалинская кабарга, сайгак, зубр, японский гладкий кит, амурский горал и другие. В новую редакцию не включили морскую свинью, перевязку, уссурийского пятнистого оленя, китайского окуня, сома Солдатова, анадырского малого веретенника, восточносибирского веретенника, большого веретенника, касатку, американскую казарку, атлантического подвида серого тюленя. Также Минприроды создало «спорный» список, куда включило гималайского медведя, подвиды северного оленя, серого гуся, несколько видов гуменника, серую утку, кавказскую серну, кавказского благородного оленя, сибирского горного козла, плотоядную косатку, клоктуна и обыкновенную горлицу.
Однако Минюст не стал регистрировать приказ Минприроды о внесении изменений в Красную книгу, и 17 января 2018 года депутаты Госдумы направили запрос генпрокурору Юрию Чайке, потребовав проверить законность исключения из Красной книги редких видов.
В октябре 2019 года Минприроды скорректировало состав комиссии по редким и находящимся под угрозой исчезновения животным, растениям и грибам; из 44 её членов осталось лишь 20 учёных. Остальными членами стали сотрудники Минприроды и подведомственных учреждений, а также региональных охотничьих департаментов. Учёные и экологи продолжают опасаться, что спорные виды, включения которых в Красную книгу они добиваются, в неё не войдут.
В апреле 2020 года Красная книга Российской Федерации обновлена. В частности, в неё дополнительно включены 14 видов млекопитающих и 29 видов птиц.

### Переиздание 2023 года. Том Растения
Обновлённый перечень объектов растительного мира утвержден приказом № 320 Минприроды России от 23.05.2023, он вступил в силу 1 августа 2023 года. Список охраняемых видов включает 741 объект, в том числе 516 сосудистых растений, 73 — мохообразных, 35 — водорослей, 75 — лишайников, 42 — грибов. Работа над печатным изданием намечена на 2023—2024 годы.

## Категории статуса

### Категории статуса редкости
Категории статуса редкости видов (подвидов, популяций), занесенных в Красную книгу Российской Федерации, определяются по следующей шкале (буквенные подкатегории для растений и грибов):
0 — Вероятно исчезнувшие. Таксоны, известные ранее на территории (или акватории) России, нахождение которых в природе не подтверждено в последние 50 лет (для беспозвоночных — в последние 100 лет), но возможность их сохранения нельзя исключить.
1 — Находящиеся под угрозой исчезновения. Таксоны, численность особей которых уменьшилась до критического уровня или число их местонахождений настолько сократилось, что в ближайшее время они могут исчезнуть.
2 — Сокращающиеся в численности и/или распространении. Таксоны с неуклонно сокращающейся численностью, которые при дальнейшем воздействии факторов, снижающих численность, могут в короткие сроки попасть в категорию находящихся под угрозой исчезновения:
а) таксоны, численность которых сокращается в результате изменения условий существования или разрушения местообитаний;
б) таксоны, численность которых сокращается в результате чрезмерного использования их человеком и может быть стабилизирована специальными мерами охраны (лекарственные, пищевые, декоративные и др. растения)
3 — Редкие. Таксоны с естественной невысокой численностью, встречающиеся на ограниченной территории (или акватории) или спорадически распространенные на значительных территориях (или акваториях), для выживания которых необходимо принятие специальных мер охраны:
а) узкоареальные эндемики;
б) имеющие значительный ареал, в пределах которого встречаются спорадически и с небольшой численностью популяций;
в) имеющие узкую экологическую приуроченность, связанные со специфическими условиями произрастания (выходами известняков или др. пород, засоленными почвами, литоральными местообитаниями и др.);
г) имеющие значительный общий ареал, но находящиеся в пределах России на границе распространения;
д) имеющие ограниченный ареал, часть которого находится на территории (или акватории) России.
4 — Неопределенные по статусу. Таксоны, которые, вероятно, относятся к одной из предыдущих категорий, но достаточных сведений об их состоянии в природе в настоящее время нет, либо они не в полной мере соответствуют критериям других категорий, но нуждаются в специальных мерах охраны.
5 — Восстанавливаемые и восстанавливающиеся. Таксоны, численность и область распространения которых под воздействием естественных причин или в результате принятых мер охраны начали восстанавливаться и приближаются к состоянию, когда не будут нуждаться в специальных мерах по сохранению и восстановлению.

### Категории статуса угрозы исчезновения
Категории статуса угрозы исчезновения видов (подвидов, популяций), занесенных в Красную книгу Российской Федерации и характеризующих их состояние в естественной среде обитания, определяются по следующей шкале:
ИП — Исчезнувшие в дикой природе (EW — Extinct in the Wild);
ИР — Исчезнувшие в Российской Федерации (RE — Regionally Extinct);
КР — Находящиеся под критической угрозой исчезновения (CR — Critically Endangered);
И — Исчезающие (EN — Endangered);
У — Уязвимые (VU — Vulnerable);
БУ — Находящиеся в состоянии, близком к угрожаемому (NT — Near Threatened);
НО — Вызывающие наименьшие опасения (LC — Least Concern);
НД — Недостаточно данных (DD — Data Deficient).

### Категории природоохранного статуса
Категории степени и первоочерёдности принимаемых и планируемых к принятию природоохранных мер (природоохранный статус) видов (подвидов, популяций), занесенных в Красную книгу Российской Федерации, определяются по следующей шкале:
I приоритет — требуется незамедлительное принятие комплексных мер, включая разработку и реализацию стратегии по сохранению и/или программы по восстановлению (реинтродукции);
II приоритет — необходима реализация одного или нескольких специальных мероприятий по сохранению;
III приоритет — достаточно общих мер, предусмотренных нормативными правовыми актами Российской Федерации в области охраны окружающей среды, организации, охраны и использования особо охраняемых природных территорий и охраны и использования животного мира и среды его обитания.

## Региональные Красные книги в России
Со второй половины 1980-х годов в СССР началось составление региональных книг о редких видах животных и растений в масштабах республик, краёв, областей, автономных округов. Это было вызвано необходимостью немедленной охраны ряда видов и форм животных и растений, возможно, не редких в стране, но редких в отдельных регионах, а также быстро растущей в эти годы самостоятельностью местных властей и желанием самостоятельно решать свои природоохранные проблемы. Таким региональным книгам о редких животных было целесообразно придать статус региональных Красных книг. Это укрепило их правовой статус и усилило практическое воздействие на общество. Особое значение это имело для национальных автономий.
По существу, не региональная Красная книга на Земле одна: это Красная книга МСОП — единственная, которая даёт информацию о редких видах в пределах всего ареала. Лишь в этом случае речь идёт о планетарном сохранении редких видов. Все остальные национальные Красные книги региональны, только территориальные масштабы их различны. Например, в Красной книге СССР (сейчас это Россия, страны СНГ и Балтии) из 80 видов птиц менее 20 внесены в Красную книгу МСОП, а остальные являются, таким образом, регионально редкими.
Национальные Красные книги, за редким исключением, дают информацию лишь о частях ареалов видов и подвидов животных и растений. Только в случаях с узкоареальными видами можно говорить о сохранении мирового генофонда в масштабах той или иной национальной или даже региональной Красной книги. Для животных это довольно редкое явление (например, русская выхухоль или эндемики озера Байкал).
Как правило, чем регион больше, тем он значимее для дела охраны живой природы. Исключение составляют некоторые сравнительно небольшие территории, обладающие исключительным биологическим разнообразием, обилием эндемичных видов или видов, редких и исчезающих в мировом масштабе. Таковы, например, Кавказ, Алтай, юг Дальнего Востока, некоторые районы Средней Азии.
В 1990-х—2000-х годах появился целый ряд новых региональных Красных книг различного административного уровня.
В субъектах Российской Федерации вышли следующие издания:
- Алтайский край. 1998, 2006, 2016 гг. (См. Красная книга Алтайского края)
- Амурская область. 2009, 2019 г. (См. Красная книга Амурской области)
- Архангельская область. 1995, 2008, 2020 гг. (См. Красная книга Архангельской области)
- Астраханская область. 2004, 2014, 2024 гг. (См. Красная книга Астраханской области)
- Башкирская АССР и Республика Башкортостан. 1984, 1987, 2001, 2014 гг. (См. Красная книга Республики Башкортостан)
- Белгородская область. 2004, 2019 г. (См. Красная книга Белгородской области)
- Бурятская АССР и Республики Бурятия 1988, 2002—2005, 2013 гг (См. Красная книга Республики Бурятия)
- Владимирская область. 2008, 2018 г. (См. Красная книга Владимирской области)
- Волгоградская область. 2004, 2006, 2017 гг. (См. Красная книга Волгоградской области)
- Вологодская область. 2005, 2017 г. (См. Красная книга Вологодской области)
- Воронежская область. 2011, 2018 г. (См. Красная книга Воронежской области)
- Еврейская АО. 2004, 2006, 2014—2019 гг. (См. Красная книга Еврейской автономной области)
- Забайкальский край. 2000, 2012, 2017 гг. (См. Красная книга Забайкальского края)
- Иркутская область. 2001, 2010 гг. (См. Красная книга Иркутской области)
- Калининградская область. 2010 г. (См. Красная книга Калининградской области)
- Кабардино-Балкария. 2000, 2018 г. (См. Красная книга Кабардино-Балкарской Республики)
- Калужская область. 2006, 2015—2017 г. (См. Красная книга Калужской области)
- Камчатский край. 2007, 2018 г. (См. Красная книга Камчатки)
- Карачаево-Черкесия. 1988, 2013 г (Красная книга Карачаево-Черкесской Республики)
- Карелия. 1985, 1995, 2008, 2020 гг. (Красная книга Республики Карелия)
- Кемеровская область. 2004, 2012, 2021 гг. (См. Красная книга Кемеровской области)
- Кировская область, 2001, 2014 гг. (См. Красная книга Кировской области)
- Костромская область. 2009, 2019 г. (См. Красная книга Костромской области)
- Краснодарский край. 1994, 2007, 2017 гг. (См. Красная книга Краснодарского края)
- Красноярский край. 1995, 2011 гг. (См. Красная книга Красноярского края)
- Курганская область. 2002, 2012 гг. (См. Красная книга Курганской области)
- Курская область. 2001, 2017 гг. (См. Красная книга Курской области)
- Ленинградская область. 2004, 2018 гг. (См. Красная книга природы Ленинградской области)
- Липецкая область. 1997, 2005, 2014 г. (См. Красная книга Липецкой области)
- Москва. 2001 г., 2011 г (См. Красная книга Москвы)
- Московская область. 1998 г., 2008, 2018 гг. (См. Красная книга Московской области)
- Мурманская область. 2003, 2014 г. (См. Красная книга Мурманской области)
- Ненецкий автономный округ. 2006, 2020 г. (Красная книга Ненецкого автономного округа)
- Нижегородская область. 2005, 2014, 2017 г. (См. Красная книга Нижегородской области)
- Новгородская область. 2015 г. (См. Красная книга Новгородской области)
- Новосибирская область. 2008, 2018 г. (См. Красная книга Новосибирской области)
- Омская область. 1982, 2005, 2015 г. (См. Красная книга Омской области)
- Оренбургская область. 1998, 2019 г. (См. Красная книга Оренбургской области)
- Орловская область. 2007 г. (См. Красная книга Орловской области)
- Пензенская область. 2002, 2013 г. (См. Красная книга Пензенской области)
- Пермский край. 2008, 2018 г. (См. Красная книга Пермского края)
- Приморский край. 2005, 2008 гг. (См. Красная книга Приморского края)
- Псковская область. 2014 г. (см. Красная книга Псковской области)
- Республика Алтай. 1996, 2007, 2017 гг. (См. Красная книга Республики Алтай)
- Республика Дагестан. 1998, 2009 гг. (См. Красная книга Республики Дагестан)
- Республика Карелия. 1985, 1995, 2007 гг. (См. Красная книга Республики Карелия)
- Республика Коми. 1996, 2009, 2019 гг. (См. Красная книга Республики Коми)
- Республика Крым. 2015 г. (См. Красная книга Республики Крым)
- Республика Марий Эл. 1997, 2002, 2013 гг. (См. Красная книга Республики Марий Эл)
- Республика Мордовия. 2003—2005, 2017 г. (См. Красная книга Республики Мордовия)
- Республика Саха. 2000, 2003, 2017 г. (См. Красная книга Республики Саха (Якутии))
- Республика Татарстан. 1995, 2016 г. (См. Красная книга Республики Татарстан)
- Республика Тыва. 1999, 2002, 2019 (См. Красная книга Республики Тыва)
- Республика Хакасия. 2002, 2012—2014 г. (См. Красная книга Республики Хакасия)
- Ростовская область. 2003, 2014 г. (См. Красная книга Ростовской области)
- Рязанская область. 2001, 2002, 2011 гг. (См. Красная книга Рязанской области)
- Самарская область. 2007, 2009, 2017, 2018 гг. (См. Красная книга Самарской области)
- Санкт-Петербург. 2004, 2018 гг (См. Красная книга природы Санкт-Петербурга)
- Сахалинская область. 2000, 2015, 2016 гг. (См. Красная книга Сахалинской области)
- Саратовская область. 1996, 2006, 2021 гг. (См. Красная книга Саратовской области)
- Свердловская область 2008, 2018 гг. (См. Красная книга Свердловской области)
- Северная Осетия. 1999, 2022 гг. (См. Красная книга Республики Северная Осетия-Алания)
- Смоленская область. 1997 г. (См. Красная книга Смоленской области)
- Ставропольский край. 2002, 2013 гг. (См. Красная книга Ставропольского края)
- Тамбовская область. 2000—2002, 2012, 2019 гг. (См. Красная книга Тамбовской области)
- Тверская область. 2002, 2016 гг. (См. Красная книга Тверской области)
- Томская область. 2002, 2013 гг. (См. Красная книга Томской области)
- Тульская область. 2011, 2020 гг. (См. Красная книга Тульской области)
- Тюменская область. 2004, 2013, 2020 гг. (См. Красная книга Тюменской области)
- Удмуртская республика. 2001, 2012 гг. (См. Красная книга Удмуртской Республики)
- Ульяновская область. 2004—2005, 2008—2015 гг. (См. Красная книга Ульяновской области)
- Хабаровский край. 1997, 1999, 2008, 2019 гг. (См. Красная книга Хабаровского края)
- Ханты-Мансийский автономный округ. 2003, 2013 гг. (См. Красная книга Ханты-Мансийского автономного округа — Югры)
- Челябинская область. 2005, 2017 гг. (См. Красная книга Челябинской области)
- Чувашская Республика. 2001, 2011, 2023 гг. (См. Красная книга Чувашской Республики)
- Чукотский автономный округ. 2008 г. (См. Красная книга Чукотского автономного округа)
- Якутская АССР. 1987, 2017—2019 г. (См. Красная книга Республики Саха (Якутии))
- Ямало-Ненецкий АО. 1997, 2010 гг. (См. Красная книга Ямало-Ненецкого автономного округа)
- Ярославская область. 2004, 2015 гг. (См. Красная книга Ярославской области)

## Списки видов
- Список голосеменных растений, занесённых в Красную книгу России
- Список грибов, занесённых в Красную книгу России
- Список земноводных, занесённых в Красную книгу России
- Список кольчатых червей, мшанок и плеченогих, занесённых в Красную книгу России
- Список лишайников, занесённых в Красную книгу России
- Список млекопитающих, занесённых в Красную книгу России
- Список моллюсков, занесённых в Красную книгу России
- Список моховидных растений, занесённых в Красную книгу России
- Список насекомых, занесённых в Красную книгу России
- Список папоротниковидных растений, занесённых в Красную книгу России
- Список плауновидных растений, занесённых в Красную книгу России
- Список покрытосеменных растений, занесённых в Красную книгу России
- Список пресмыкающихся, занесённых в Красную книгу России
- Список птиц, занесённых в Красную книгу России
- Список ракообразных, занесённых в Красную книгу России
- Список рыб и круглоротых, занесённых в Красную книгу России